# Lagenandra ovata
Lagenandra ovata är en kallaväxtart som först beskrevs av Carl von Linné, och fick sitt nu gällande namn av George Henry Kendrick Thwaites. Lagenandra ovata ingår i släktet Lagenandra och familjen kallaväxter. IUCN kategoriserar arten globalt som livskraftig. Inga underarter finns listade.